# Abreografie
Abreografie je málo používaný odborný lékařský termín pro rentgenologické snímkování ze štítu. V minulosti používala k hromadnému nebo výběrovému snímkování obyvatel s cílem zjištění asymptomatické formy plicní tuberkulózy. V současné době je od ní pro velkou radiační zátěž upouštěno. Název byl odvozen ze jména brazilského lékaře Manoela de Abreu.